# 罗伯特·佐利克
罗伯特·布魯斯·佐利克（英語：Robert Bruce Zoellick，1953年7月25日—），美国政治人物，曾任白宮副幕僚長、美国副国务卿和世界银行行長。佐利克生於伊利诺伊州内珀维尔，毕业于哈佛大学法学院。

## 職業生涯

### 副国务卿（2005－2006年）
2006年5月10日，佐利克在美國眾議院國際關係委員會有關中國崛起的聽證會中說，美國政府希望支持台灣，但不鼓勵那些試圖推動台灣邁向獨立的人，「因為，恕我直言：獨立意味戰爭，那意味著美國士兵、水手、空軍海軍官兵要被捲入戰爭。（Because let me be very clear: Independence means war. And that means American soldiers, sailors, airmen and marines.）」佐立克也說，四不一沒有是以中國不動武為前提，但是「中國（至今）並沒有對台動武」；如果台灣不斷挑戰美國的一個中國政策，「我認為台灣是一直在撞牆。（I think it's going to keep hitting into a wall.）」

### 世銀總裁（2007－2012年6月）
2007年5月30日，美国总统乔治·W·布什提名佐利克担任世界银行行长，以接替因利用職權替女友升職而辞职的。6月26日，世行董事会批准了该提名。2012年6月，佐利克卸任。

### 卸任後
2020年8月，佐利克著作《论美国：美国外交及外交政策史》获得出版，该书以美国建国以来在外交领域具有重要影响的总统、国务卿为主线，叙述了美国200多年历史中的外交活动，该书中文版发布于2025年3月。2024年9月18日，罗伯特·佐利克在一封公開信中與其他111名前共和黨政客表態支持賀錦麗競選2024年美國總統選舉。

## 另見
- 世界银行行长

## 外部連結
| 前任： 查伦·巴尔舍夫斯基 | 美国贸易代表 2001年-2005年     | 繼任： 罗伯·波特曼     |
| 前任： 理查德·阿米蒂奇   | 美国常务副国务卿 2005年-2006年 | 繼任： 约翰·内格罗蓬特 |
| 前任： 保罗·沃尔福威茨   | 世界银行行长 2007年-2012年     | 繼任： 金墉            |